# Rácz-ház
A Rácz-ház a kolozsvári Fő tér (19. szám) északi oldalának egyik  műemlék épülete. A romániai műemlékek  jegyzékében CJ-II-m-B-07487 sorszámon szerepel.

## Története
A ház homlokzata hasonló a szomszédos saroképületéhez, de az emeleti ablainak barokk kőkeretei vannak, amik felett szemöldökpárkánnyal védett copf füzérdíszek vonulnak végig. A kapualjat, ami régen szekérbejáró volt, kosáríves lapos barokk fiókos boltozat fedi, s vastag falkivágáshoz hasonlító hevederekkel van ellátva. Ugyanitt található egy deréktől látszó késő gótikus ajtókeret is. A kétszintes pince dongaboltozatait kívülről faragatlan kövekből boltozták a késő gótika időszakában. Az egyik itt talált kőtáblán az 1522-es év szerepel, ami valószínűleg építésének idejére utal. A reneszánsz virágdíszítményes kőtáblát a múzeumba helyezték át. A házban talált 1536-os töredék szintén arra utal, hogy a 16. század elején épülhetett. Befalazott, leszelt lóheríves kis ajtaja kicsit korábbi időszak, a 15. század végének stílusára utal. Földszintjén a 20. század elején Rácz János étterme működött, ami az 1940-es évektől kezdődően Ursus étterem-sörcsarnok néven üzemelt Ehrlich Ernő tulajdonában. Az 1940-es évek végén boltvállköveit kitördelték, hogy az ott működő szabóműhely ruhásszekrényeinek ne legyen útjában. Az üzlethelyiség ma ugyancsak Ursus néven vendéglő-söröző.